# Ceratozamia decumbens
{{#ifeq:0|0|{{#if:|{{#if:Ceratozamiadecumbens|[[]}}|}}}}
Ceratozamia decumbens — вид голонасінних рослин класу саговникоподібні (Cycadopsida).

## Опис
Стовбур статевозрілих особин, лежить на землі, з вершиною спрямованою вгору. Листків від 2 до 6, перисті, оливково-зелені, довжиною 70–150 см, складається з 14–28 фрагментів шкірястих, ланцетних, без жилок. Чоловічі й жіночі шишки циліндричні, прямостоячі, зеленого кольору, який перетворюється на коричневий в кінці терміну дозрівання. Чоловічі шишки 12–19 см в довжину і 2–3 см в діаметрі, жіночі — 10–11 см завдовжки і діаметром 7,8 см. Насіння яйцеподібне, вкрите білуватим покривом на початковому етапі, який стає коричневим в зрілості.

## Поширення, екологія
Ендемік штату Веракрус (Мексика). Росте у кам'янистій місцевості в тропічному лісі в горах Сьєрра-Мадре.